# Collision (Lost)

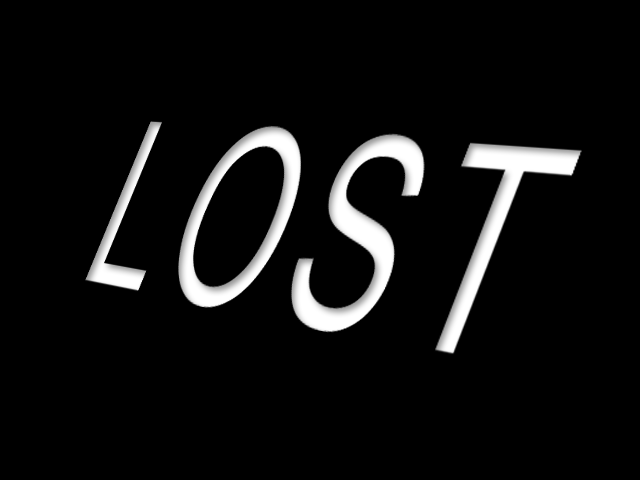
Lost Logotipo.

"Collision" (titulado "Choque" en España y "Colisión" en Hispanoamérica) es el octavo episodio de la segunda temporada de Lost. El flashback está centrado en Ana Lucía.

## Trama
La llegada de los otros supervivientes al campamento finalmente se produce pero por un malentendido todo acaba en una tragedia.

## Otros capítulos
- Capítulo anterior: "Los otros 48 días"
- Siguiente capítulo: "Lo que hizo Kate"